# Ernst Hans Eberhard
Ernst Hans Eberhard, auch Ernst Eberhard (* 25. Oktober 1866 in Groß Lukow; † 18. Dezember 1945 in Osterode am Harz) war ein deutscher Studentenhistoriker.

## Leben
Ernst Hans Eberhard wurde geboren als Sohn des evangelischen Theologen und Pastors von Groß Lukow, (Friedrich Johann Ludwig) Ambrosius Eberhard (1802–1878) in dessen zweiter Ehe mit der Pastorentochter Maria (Luise Albertine Dorothea), geb. Huth (1842–1917). Fünf Halbgeschwister aus erster Ehe des Vaters waren bis zu 36 Jahre älter als er.
Eberhard verlebte Kindheit und Jugend in Groß Lukow bei Penzlin und nach der Pensionierung des Vaters (1874) in Ludwigslust in Westmecklenburg. Er besuchte das Realgymnasium in Ludwigslust und das Gymnasium Fridericianum in Schwerin, bestand Ostern 1886 sein Abitur und studierte zunächst an der Universität Rostock Philosophie. Er wurde bei dem Akademischen Turnverein Baltia aktiv. Er wechselte an die Philipps-Universität Marburg, wo er dem ATV Philippina angehörte und an die Friedrich-Wilhelms-Universität zu Berlin, wo er Mitglied der ATV Borussia wurde. 1889 musste er das Studium aufgeben. Bei der Justizbehörde (Hamburg) fand er eine Anstellung, die ihm den Lebensunterhalt ermöglichte. Im Geiste den Hochschulen eng verbunden, widmete er alle freie Zeit der Geschichte der Studentenverbindungen und der Studentengeschichte. Als die Universität Hamburg entstanden war, fand er Anschluss an die Landsmannschaft Hammonia, zunächst als Verkehrsgast, später als Alter Herr. 1890 heiratete er Auguste Mußmann, mit der er zwei Töchter und einen Sohn hatte. 1914 heiratete er Henny Witthöft, mit der er zwei Töchter und drei Söhne hatte. In Hamburg-Barmbek durch die Operation Gomorrha ausgebombt, verlor er seine ganze Habe und die umfangreichen Aufzeichnungen. Er fand Zuflucht bei seiner Schwester in Ludwigslust. Bereits auf einen Rollstuhl angewiesen, starb er im Flüchtlingslager in Osterode. Beigesetzt wurde er auf dem Friedhof Ohlsdorf.
Für den von Ferdinand Ascherson begründeten Deutschen Universitäts-Kalender und für den von Richard Fick herausgegebenen Deutschen Hochschulkalender bearbeitete er jahrzehntelang das studentische Korporationswesen. Für die Vorkriegsauflagen vom Handbuch des Deutschen Corpsstudenten schrieb er die Aufsätze über die anderen Korporationsverbände. In Aura academica – ein Jahrbuch für junge und alte Burschen (2 Jahrgänge) berichtete er umfassend über die Entstehung und Entwicklung des studentischen Korporationswesens. In den Academischen Monatsheften schrieb er eine umfangreiche Reihe über Studien zur Farbensymbolik. Für die Festschrift zum 100-jährigen Bestehen des Corps Rhenania Freiburg verfasste er die Einleitung über die Entstehung des Corps. Zahllos sind seine Aufsätze über Einzelfragen zur Geschichte des Kösener Senioren-Convents-Verbandes und anderer Korporationsverbände.

## Herausgeber
- Handbuch der akademischen Vereinigungen an den deutschen Universitäten [die akademischen Vereinigungen an den Universitäten des Deutschen Reiches, sowie an der Kaiser-Wilhelms-Akademie, der Technischen, der Tierärztlichen und der Landwirtschaftlichen Hochschule, der Militär-Veterinär-Akademie und der Bergakademie zu Berlin, an der Technischen und Tierärztl. Hochschule in München, der Forstlichen Hochschule Aschaffenburg und der Akademie für Landwirtschaft und Brauerei Weihenstephan]. Scheffler, Leipzig 1904. (pdf)
- Handbuch des studentischen Verbindungswesens an den Hochschulen des deutschen Sprachgebietes. Sachsenwald-Verlag, Leipzig 1925.